# Slim Smith
Slim Smith (Kingston, Jamajka, 1948. – 1973.) je bio ska, rocksteady i reggae pjevač. Rodio se pod imenom Keith Smith.
U svojoj knjizi Reggae: The Rough Guide (1997.), Steve Barrow i Peter Dalton su opisali Smitha kao "najvećeg vokala koji se ikad pojavio u eri rocksteadyja".

## Karijera
Smith je prvi put privukao pozornost kao član Victors Youth Banda čiji se nastup na jamajčkom festivalu 1964. visoko ocijenilo. Nakon toga je bio jednim od suosnivača i vodeći vokal sastava The Techniques koji su s producentom Dukeom Reidom snimali za njegovu etiketu Treasure Isle. 1964. su snimili nekoliko pjesama za Byrona Leeja, od kojih su dvije, Don't Do It i No One ušla na LP The Real Jamaica Ska pod etiketom Epic Records, a kojima je suproducent bio Curtis Mayfield. Nakon što su se The Techniques raspali 1965., formirao je novi sastav, The Uniques, koji je izdao mnoštvo singlova.
Godine 1969. je počeo snimati za diskografsku kuću Studio One Princea Bustera i Coxsonea Dodda, glavnih rivala Dukea Reida. Njegove snimke za Studio One su briljantno iskazale njegov strastveni, soul glas gotovo maničnog ruba, potvrdivši ga kao jednim od najvećih jamajčkih pjevača. Iz toga razdoblja datiraju njegove uspješnice The New Boss, Hip Hug i Rougher Yet, a brojne su kasnije kompilirane za album Born To Love. Godine 1967. je formirao novu postavu The Uniquesa te krenuo zajednički raditi s producentom Bunnyjem Leejem. Osvojio je vrh jamajčkih ljestvica skladbom Let Me Go Girl, no nakon što je snimio jedan album, album Absolutely The Uniques, napustio je sastav, ostavši raditi s Leejem da bi se usredotočio na vlastitu samostalnu karijeru.
Odmah u prvom pokušaju je napravio hit Everybody Needs Love. Uslijedio je istoimeni album, kao što je bio slučaj s kasnijim hitovima. Godine 1972. su ga osobni problemi doveli do zadržavanja na liječenju.
Umro je 1973. godine. Budući da nije mogao steći pravo ulaska u roditeljsku kuću, razbio je prozor, gadno razrezavši si ruku. Iskrvario je do smrti prije nego što mu je stigla pomoć. Njegova smrt je zaprepastila Jamajku. Budući da ga se još uvijek smatralo jednim od najvećih jamajčkih vokala, njegova trajna popularnost je rezultirala reizdavanjem mnoštva njegovih radova.

## Diskografija

### Albumi
- Everybody Needs Love (1969., Pama)
- Just a Dream (1972., Pama/Trojan)
- Memorial (1973., Trojan)
- Dancehall Connection (1986., Third World)
- Born To Love (198?., Studio One)
- Early Days (19??., Striker Lee)
- Rain From The Skies (1992., Trojan)

Izdane su brojne kompilacije "najbolje od".

## Vanjske poveznice
- Roots Archives  Arhivirana inačica izvorne stranice od 26. svibnja 2011. (Wayback Machine) Slim Smith